# Szigetcsép, Pesta
Szigetcsép (în sârbă Чип, cu alfabetul latin: Čip) este un sat în districtul Ráckeve, județul Pesta, Ungaria, având o populație de 2.263 de locuitori (2011).

## Demografie
Componența etnică a satului Szigetcsép
     Maghiari (82,65%)
     Germani (11,16%)
     Sârbi (4,37%)
     Necunoscut (0,78%)
     Alții (1,04%)
Componența confesională a satului Szigetcsép
     Romano-catolici (40,74%)
     Fără religie (10,52%)
     Reformați (9,37%)
     Ortodocși (3,14%)
     Greco-catolici (1,72%)
     Necunoscută (33,58%)
     Alte religii (2,39%)
Conform recensământului din 2011, satul Szigetcsép avea 2.263 de locuitori. Din punct de vedere etnic, majoritatea locuitorilor (82,65%) erau maghiari, existând și minorități de germani (11,16%) și sârbi (4,37%). Apartenența etnică nu este cunoscută în cazul a 0,78% din locuitori. Nu există o religie majoritară, locuitorii fiind romano-catolici (40,74%), persoane fără religie (10,52%), reformați (9,37%), ortodocși (3,14%) și greco-catolici (1,72%). Pentru 33,58% din locuitori nu este cunoscută apartenența confesională.